# 虎尾 (大字)
23°42′31″N 120°25′56″E / 23.70861°N 120.43222°E
虎尾，古稱為大崙腳，清末至日治初期原稱為五間厝，是台灣雲林縣虎尾鎮的一個傳統地域名稱，也是全鎮主聚落所在地，位於該鎮中部偏南。相較於今日行政區，其範圍大致包括穎川里東北端不含最北側、西安里、安慶里、平和里西端中北部、新興里西大半部、中山里、東仁里西南半部、公安里東南半部、德興里、建國里東部、立仁里、新吉里東部邊界地帶中央大段。

## 歷史
台灣清治末期至日治初期，虎尾地區為一街庄，稱為「五間厝庄」，名稱來源據說名稱來源據是說開墾時只有五間房子，相較於附近聚落，人口較少相較於附近聚落，隸屬於大坵田堡。該庄北北西側與廉使庄為鄰，東北東側與埒內庄、平和厝庄為鄰，南南東側隔虎尾溪與蕃薯庄為界，西南西側為湳仔庄、竹圍仔庄。
1901年（日治明治三十四年）11月，全台廢縣廳改設二十廳，該庄隸屬於斗六廳。1903年（明治三十六年）6月，該庄編入「大墩仔區」，隸屬於斗六廳。1909年（明治四十二年）10月，合併二十廳為十二廳，大墩仔區改隸屬於嘉義廳。1920年（大正九年），全台地方制度大改正，廢十二廳改設五州二廳，該庄改制並改名為「虎尾」大字，隸屬於臺南州虎尾郡虎尾庄。1933年，虎尾庄升格為虎尾街。
戰後虎尾街改制為虎尾鎮，隸屬於臺南縣，大字亦改制為里。1950年10月，雲、嘉、南分治，虎尾鎮改隸屬雲林縣。

## 聚落
本地區發展較早的聚落有五間厝、後壁藔、後庄等，在日治期初期的官方地圖上已有記載。此外，本地區尚有建國一村聚落。

## 交通
台灣高鐵大致以北北東—南南西走向轉東北—西南走向經過虎尾地區西北部邊界外不遠處，最近的高鐵雲林站位於北北西方，由此可快速前往高鐵沿線各站。
縣道145號（林森路一段～二段）是埤頭至六腳鄉港尾寮的道路，大致以東北—西南走向轉東北東—西南西走向再轉東北—西南走向經過本地區。由該道路向東北經縣道158號路口後轉北再轉西北可前往西螺、埤頭並止於縣道150號路口，向西南可前往土庫、元長東南部、北港、六腳港尾寮等地。
縣道158號（文科路）是臺西海口至斗南北勢仔的道路，大致以西南西—東北東走向經過本地區北部西側邊界。由該道路向西南西轉西再轉西南西可前往土庫中部、褒忠、東勢、台西等地；向東北東經廉使地區東南部轉東南，再於埒內西南部經縣道145號路口後轉南再轉東南可前往平和厝、蕃薯東端、小東、國道1號斗南交流道並止於省道台1線路口。
鄉道雲73-1線（河堤道路）是埒內至虎尾的道路，其西南側端點（終點）位於虎尾溪北岸河堤道路、中山路路口（虎尾溪虎尾鐵橋北側橋頭）。由此向東北東轉東出境後，可前往平和厝、埒內並止於鄉道雲74線轉角路口。
鄉道雲84線是虎尾至大東的道路，其西側端點（起點）位於虎尾溪北岸河堤道路路口。由此向東南微南過虎尾溪興南大橋出境後可前往蕃薯、大東並止於鄉道雲85線路口。
鄉道雲92線（光復路）是海墘至安溪（實際終點在後庄）的道路，其東側端點（終點）位於本地區東部近邊界地帶的虎尾高中西南角（弘道路—新生路路口）。由此向西微北經縣道145號路口後轉西北微西，至本地區北部邊界後大致沿邊界而行，經縣道158號路口轉北北西出境，經廉使轉西北可前往北溪厝中部、大屯子西部北側的海墘厝聚落並止於鄉道雲97線路口。
鄉道雲94線（工專一街）是東畔莊至虎尾的道路，其東側端點（終點）位於本地區西南側的工專路路口。由此向西出境後可前往竹圍子（主聚落）、竹圍與三合交界地帶、竹圍子西部、大屯子地區南部的東畔莊聚落西側並止於縣道158號舊線路口。

## 學校
- 國立虎尾科技大學
- 國立虎尾高中
- 國立虎尾農工（東南半部）
- 私立大成商工
- 立仁國小
- 安慶國小

## 文化資產
- 虎尾糖廠鐵橋（縣定古蹟，北半部）
- 虎尾糖廠廠長宿舍（縣定古蹟）
- 虎尾糖廠第一公差宿舍（縣定古蹟）
- 虎尾糖廠第三公差宿舍（縣定古蹟）
- 虎尾自來水廠（縣定古蹟）
- 虎尾涌翠閣（縣定古蹟，南半部）
- 虎尾郡役所（歷史建築）
- 虎尾合同廳舍（歷史建築）
- 虎尾郡守官邸（歷史建築）
- 虎尾驛（歷史建築）
- 虎尾台糖舊診所及理髮廳（歷史建築）
- 虎尾民權路51巷老洋房（歷史建築）
- 虎尾登記所（歷史建築）
- 虎尾大崙腳文化景觀（文化景觀）

## 廟宇
- 虎尾福安宮（媽祖廟）

## 產業
- 台糖虎尾總廠（西大半部）